# 무명 (영화)
《무명》(중국어: 无名)은 2023년 중국의 첩보 스릴러 영화로, 진주만 공습 직후 일제에 점령당한 상하이를 배경으로 한 스파이 영화이다. 양조위와 왕이보가 주연으로 출연했다. 청얼 감독이 직접 각본을 쓰고 연출했다.
2023년 1월 22일 중국에 개봉했다. 대한민국에는 같은 해 4월 26일 개봉한다.

## 줄거리
1938년 광저우 폭격에서 살아남은 청년 허는 1941년 상하이 정치보안부의 책임자 자리에 오른다. 그는 일본 점령 하의 왕징웨이 정권에 충성하는 듯 보이지만, 실제로는 아내 천과 함께 중국 공산당을 위해 비밀리에 일하며 일본 점령을 무너뜨리려 한다. 허는 와타나베의 신임을 얻기 위해 고문, 암살 등 잔혹한 임무를 수행하면서도, 동시에 공산당 지하 조직에 정보를 전달한다.
와타나베는 자신의 야망을 키우려 하고, 부하들의 속내를 의심하며, 젊은 장교 예에게 눈독을 들인다. 허는 공산당원인 지앙을 돕고, 그 정보로 일본 왕자와 군대를 암살해 일본과 장제스 정권의 평화 협상을 깨뜨린다. 한편, 예의 연인이자 공산당원인 팡은 탕을 암살 후 예와 헤어지고, 예는 팡을 죽인 왕을 찾아 복수한다. 와타나베는 탕과 허가 사촌 관계임을 알고 예에게 허를 감시하게 한다. 진실을 모르는 장은 공산당 정보 누설을 두려워하다 배신하고, 결국 허에게 살해당한다.
와타나베는 허를 제거하려 예와 싸움을 붙이지만, 예는 허를 죽이지 않고 체포했다고 거짓 보고한다. 와타나베는 예에게 일본의 만주 점령을 위한 정보를 넘기고 둘은 만주로 떠난다. 그러나 이는 모두 예의 계획이었다. 허의 지시를 받은 예는 와타나베를 속여 정보를 얻어내고, 중국 공산당을 위해 일하는 이중 스파이였던 것이다. 일본 패망 후 와타나베와 예는 포로가 되고, 와타나베는 몰락에 절망하지만 예는 와타나베를 죽인다.
사실 허의 아내 천은 살아 있었고, 허, 천, 예는 1946년 홍콩에서 평범한 삶을 살고 있다. 예는 과거 팡을 죽인 왕을 찾아내 살해한다. 다시 상하이로 돌아온 허는 아내와 연락했던 빵집을 보며 과거를 회상한다. 과거 회상 장면에서 예가 왕에게 공산당임을 밝히며 그를 죽이는 장면이 다시 나온다.

## 출연진
- 양조위 - 허 주임 역
- 왕이보 - 예 선생 역
- 저우쉰 - 미스 천 역
- 황레이 - 미스터 장 역
- 모리 히로유키 - 와타나베 경관 역
- 다펑 - 탕 반장 역
- 왕촨쥔 - 왕 대장 역
- 장수잉 - 미스 장 역
- 장징이 - 미스 방 역